# Winston Sterzel
Winston Frederick Sterzel (Ciudad del Cabo, Sudáfrica, 17 de agosto de 1980), también conocido por su pseudónimo en YouTube, SerpentZA, es un videoblogger sudafricano que vivió en Shenzhen (China) durante catorce años. Sus vídeos tratan principalmente sobre la vida en China y la política del país desde la perspectiva de Occidente. 

## Primeros años
Sterzel nació en Sudáfrica el 17 de agosto de 1980. Es de ascendencia británica. Visitó China por primera vez en 2005, en un viaje de trabajo, y poco después decidió mudarse allí para trabajar como profesor de inglés.

## Años en China
En 2015 fue uno de los doce sudafricanos en China perfilados por China Radio International. Empezó a publicar vídeos en China en 2007, y se convirtió en un vlogger a tiempo completo en 2016. Sus vídeos principalmente tratan sobre temas relacionados con China desde una perspectiva occidental.
Sterzel también ha hecho vídeos sobre viajes en motocicleta dentro de China. Con el también youtuber Matthew Tye (Laowhy86) y otros amigos, ha realizado largos viajes y producido una serie de documentales titulada "Conquistando el sur de China" (Conquering Southern China) y "Conquistando el norte de China" (Conquering Northern China). Sterzel y Tye operan el canal de YouTube "ADVChina", donde suben vídeos de sus viajes en motocicleta. Sterzel también fue un cofundador de un pequeño negocio de motocicletas basado en China, Churchill Custom Motorcycles, que ya no está operativo. A finales de 2018 dijo que quería crear "contenido positivo" sobre China, pero que una experiencia negativa con la policía del país le había alentaso a irse de China.

## Carrera tras irse de China
En 2019 Sterzel se mudó a Los Ángeles porque temía que podría ser encarcelado o asesinado en China, tras recibir amenazas de usuarios de Internet ultranacionalistas, que aparentemente acusaron a su esposa de ser una espía, un peligro para la seguridad nacional.
Tras su partida de China, Sterzel comenzó a ser altamente crítico con el gobierno chino.
A fecha de 15 de septiembre de 2023, su canal cuenta con más de 1.390.000 suscriptores y sus vídeos han sido vistos más de 234 millones de veces.